# Giuseppe Loiacono
Giuseppe Loiacono (Bari, 6 ottobre 1991) è un calciatore italiano, difensore della Ternana.

## Carriera
Dopo gli inizi con il Fortis Trani in Serie D e una stagione alla Paganese, all'epoca militante in Lega Pro Seconda Divisione, nel 2012 si è trasferito al Foggia, con la cui maglia ha conquistato una tripla promozione, dalla Serie D alla Serie B. Debutta nella seconda serie del campionato italiano nella stagione 2017-2018 scendendo in campo in 30 occasioni.
Dopo aver concluso la stagione 2018-2019 con il Foggia, il 29 luglio 2019 si trasferisce a titolo definitivo alla Reggina. Esordisce con la maglia amaranto il 6 agosto in Coppa Italia nell'occasione della partita Reggina-Vicenza, vinta dagli amaranto per 3-2. Con la nuova maglia, in campionato, fa la sua prima apparizione con i calabresi in occasione della prima giornata di campionato con la Virtus Francavilla, gara finita con un pareggio 1-1. Sigla la sua prima rete con la maglia della Reggina, contro il Teramo fuori casa, con un'incornata perfetta su calcio d'angolo che non lascia scampo al portiere avversario.
Il 31 agosto 2023 firma un biennale con il Crotone; il 24 luglio 2024 si trasferisce alla Ternana, con cui si lega fino al 2026.

## Statistiche

### Presenze e reti nei club
Statistiche aggiornate al 23 marzo 2025.
| Stagione        | Squadra         | Campionato      | Campionato | Campionato | Coppe nazionali | Coppe nazionali | Coppe nazionali | Coppe continentali | Coppe continentali | Coppe continentali | Altre coppe | Altre coppe | Altre coppe | Totale | Totale |
| Stagione        | Squadra         | Comp            | Pres       | Reti       | Comp            | Pres            | Reti            | Comp               | Pres               | Reti               | Comp        | Pres        | Reti        | Pres   | Reti   |
| --------------- | --------------- | --------------- | ---------- | ---------- | --------------- | --------------- | --------------- | ------------------ | ------------------ | ------------------ | ----------- | ----------- | ----------- | ------ | ------ |
| 2010-2011       | Fortis Trani    | D               | 32         | 0          | CI-D            | 0               | 0               | -                  | -                  | -                  | -           | -           | -           | 32     | 0      |
| 2011-2012       | Paganese        | 2D              | 16+2       | 0          | CI-LP           | 2               | 1               | -                  | -                  | -                  | -           | -           | -           | 20     | 1      |
| 2012-2013       | Foggia          | D               | 29         | 1          | CI-D            | -               | -               | -                  | -                  | -                  | -           | -           | -           | 29     | 1      |
| 2013-2014       | Foggia          | 2D              | 26         | 0          | CI-LP           | 2               | 0               | -                  | -                  | -                  | -           | -           | -           | 28     | 0      |
| 2014-2015       | Foggia          | LP              | 28         | 1          | CI-LP           | 2               | 0               | -                  | -                  | -                  | -           | -           | -           | 30     | 1      |
| 2015-2016       | Foggia          | LP              | 33+4       | 0          | CI+CI-LP        | 1+6             | 1+0             | -                  | -                  | -                  | -           | -           | -           | 44     | 1      |
| 2016-2017       | Foggia          | LP              | 25         | 3          | CI+CI-LP        | 0+3             | 0               | -                  | -                  | -                  | SC-LP       | 1           | 0           | 29     | 3      |
| 2017-2018       | Foggia          | B               | 30         | 1          | CI              | -               | -               | -                  | -                  | -                  | -           | -           | -           | 30     | 1      |
| 2018-2019       | Foggia          | B               | 21         | 2          | CI              | 0               | 0               | -                  | -                  | -                  | -           | -           | -           | 21     | 2      |
| Totale Foggia   | Totale Foggia   | Totale Foggia   | 192+4      | 8          |                 | 14              | 1               |                    | -                  | -                  |             | 1           | 0           | 211    | 9      |
| 2019-2020       | Reggina         | C               | 26         | 2          | CI+CI-C         | 2+1             | 0               | -                  | -                  | -                  | -           | -           | -           | 29     | 2      |
| 2020-2021       | Reggina         | B               | 30         | 0          | CI              | 0               | 0               | -                  | -                  | -                  | -           | -           | -           | 30     | 0      |
| 2021-2022       | Reggina         | B               | 18         | 0          | CI              | 0               | 0               | -                  | -                  | -                  | -           | -           | -           | 18     | 0      |
| 2022-2023       | Reggina         | B               | 13+1       | 0          | CI              | 0               | 0               | -                  | -                  | -                  | -           | -           | -           | 14     | 0      |
| Totale Reggina  | Totale Reggina  | Totale Reggina  | 87+1       | 2          |                 | 3               | 0               |                    | -                  | -                  |             | -           | -           | 91     | 2      |
| 2023-2024       | Crotone         | C               | 33+1       | 1+0        | CI+CI-C         | 0+2             | 0               | -                  | -                  | -                  | -           | -           | -           | 36     | 1      |
| 2024-2025       | Ternana         | C               | 30         | 0          | CI-C            | 1               | 0               | -                  | -                  | -                  | -           | -           | -           | 31     | 0      |
| Totale carriera | Totale carriera | Totale carriera | 390+8      | 11         |                 | 22              | 2               |                    | -                  | -                  |             | 1           | 0           | 421    | 13     |

## Palmarès

### Club

#### Competizioni nazionali
- Coppa Italia Serie C: 1

Foggia: 2015-2016
- Serie C: 2

Foggia: 2016-2017 (girone C)
Reggina: 2019-2020 (girone C)
- Supercoppa di Serie C: 1

Foggia: 2017